# Fueled by Ramen
Fueled by Ramen es un sello discográfico estadounidense, propiedad de Warner Music Group y distribuido por Elektra Records.  La etiqueta, fundada en Gainesville, Florida, tiene su sede en Nueva York.

## Historia
John Janick inicialmente concibió el sello mientras asistía a la escuela secundaria, pero no fue hasta que ingresó a la Universidad de Florida en Gainesville y se asoció con  Vinnie Fiorello, baterista y letrista de la banda Less Than Jake, que Fueled By Ramen se hizo realidad. El nombre del sello se inspiró en que en ese tiempo solo podían permitirse una dieta de Ramen barato, ya que habían invertido la mayor parte de su dinero en la creación de su sello.
El primer gran éxito de Ramen se produjo en 1998 con el EP homónimo de Jimmy Eat World, que permitió a la etiqueta comprar su primer espacio de oficina en Tampa.
Ramen al principio se asoció con el brazo de distribución independiente de Warner,  ADA;  Warner Lyor Cohen finalmente hizo un trato por Ramen que llevó a Janick a decir "Operamos como una etiqueta independiente que es muy pequeña y ágil y que puede hacer lo suyo, pero tenemos los recursos de una gran empresa".
En 2004, Fall Out Boy presentó a Pete Wentz a Fueled By Ramen a su compañero de Chicago pop rock The Academy Is ..., quien lanzó su álbum debut   Almost Here , al año siguiente.  Poco después, Janick unió fuerzas con Wentz para crear  Decaydance Records y lanzó una serie de álbumes de un grupo de actos de sonido disparejo que van desde el hip hop alternativo de Gym Class Heroes al indie  -combo de pop The Hush Sound.  En septiembre de 2005, Decaydance y Fueled By Ramen lanzaron  A Fever You Can't Sweat Out, el álbum debut RIAA con doble platino certificado de Las Vegas Panic! At The Disco.
En 2006, Vinnie Fiorello dejó el sello, citando desacuerdos en la dirección de los futuros firmantes y la pérdida de pasión por la música en la que el sello estaba invirtiendo.
En 2007, el sello abrió una oficina en el centro de Manhattan y ese mismo año el álbum Riot! de Paramore debutó en el top 20 de los Estados Unidos   Billboard 200, recibió la certificación de oro y un año después obtuvo el estatus de platino. Panic! At The Disco lanzó su segundo álbum de estudio Pretty.  Odd. Logró un éxito similar, debutando en el número 2 en la lista 200 de  Billboard , vendiendo más de 139,000 copias en su primera semana y obteniendo el éxito de platino.  Más adelante en 2016, Panic! At The Disco en su quinto álbum de estudio de Death of a Bachelor debutó en el número 1, vendiendo 196,000 copias en su primera semana, convirtiéndolo en el álbum más vendido en la historia del sello.
En 2012, Fueled By Ramen firmó el dúo musical Twenty One Pilots.  Lanzaron su álbum debut  Vessel  en 2013 que incluía canciones, "Ode To Sleep", "Holding On to You", "House of Gold" y "Car Radio".  En 2015, lanzaron su álbum Blurryface, que incluía sencillos, "Tear in My Heart", "Fairly Local", "Stressed Out", "Heavydirtysoul" y "Ride".  El álbum alcanzó el número 1 en la lista de los 200 mejores de Billboard, y fue certificado triple platino después de vender más de 1.5 millones de copias en los Estados Unidos. "Stressed Out" es el video musical más visto en el canal YouTube de Fueled By Ramen, llegando a más de dos Mil millones de visitas.
En junio de 2018, Warner Music Group anunció que Fueled By Ramen, entre otros sellos, se incluiría en un nuevo sello,  Elektra Music Group. Se lanzó oficialmente el 1 de octubre de 2018.

## Bandas
Lista de bandas que están activas/inactivas y en el alumni

### Activas
- A Day to Remember
- Against the Current (banda)
- All Time Low
- Basement
- Flor
- Fun.
- Nate Ruess
- One Ok Rock
- The Front Bottoms
- Travie McCoy
- Twenty One Pilots
- Young the Giant
- Dashboard Confessional
- Grandson
- Nothing,Nowhere
- E^ST
- Waterparks

### Inactivas
- The Academy Is...
- The AEffect
- The A.K.A.S
- Animal Chin
- Ann Beretta
- August Premier
- Autopilot Off
- Blueline Medic
- Cadillac Blindside
- The Cause Way
- Cobra Starship
- Days Away
- Discount
- Forgive Durden
- Foundation
- The Friday Night Boys
- Frodus
- The Hippos
- The Impossibles
- Jersey
- Kane Hodder
- Kissing Chaos
- Llifetime
- Limp
- Mid Carson July
- October Fall
- Phantom Planet
- Pollen
- Powerspace
- Recover
- A Rocket To The Moon
- Roy
- Slick Shoes
- Slowreader
- The Stereo
- The Swellers
- Swank
- Teen Idols
- This Providence
- Whippersnaper
- Gym Class Heroes

### Alumni
- The Cab
- Cute Is What We Aim For
- Fall Out Boy
- Ghost Town
- Oh Honey
- The Hush Sound
- Jimmy Eat World
- Less Than Jake
- The Pietasters
- Punchline
- Rome
- Sublime With Rome
- Versaemerge
- Yellowcard